# Ferkelruß
Der Ferkelruß, Borkenausschlag, Pechräude, Pemphoid oder die Nässende Oberhautentzündung der Ferkel (Exsudative Epidermitis) ist eine Hautkrankheit beim Schwein, die durch das Bakterium Staphylococcus hyicus verursacht wird.
S. hyicus besiedelt normalerweise die Haut gesunder Schweine. Durch Abwehrschwäche und Verletzungen kommt es zur Schwächung der natürlichen Hautabwehr, die Erreger dringen in die Oberhaut ein und führen zu einer Entzündung. Dies betrifft vor allem kleine Saugferkel; mit zunehmendem Alter nimmt die Schwere der Erkrankung ab.

## Krankheitsbild
Zu Anfang entwickeln sich nur Bläschen. Später entstehen daraus schmierige schwarzbraune Beläge, teilweise über den ganzen Körper (akute Form) verteilt. Bei leichtem Verlauf erscheinen nur pockenartige Ausschläge. Es besteht Juckreiz je nach Schwere der Erkrankung. Teilweise sind auch Gelenke und innere Organe befallen. Sehr selten sind auch ältere Schweine betroffen.

## Diagnostik
Die Diagnostik beruht auf dem sehr typischen Krankheitsbild oder einer bakteriologischen Untersuchung.

## Therapie
Behandlung mit Penicillin oder einem anderen Antibiotikum nach Antibiogramm. Auch Mutterschutzimpfungen mit bestandsspezifischen Impfstoffen erzielen gute Wirkungen.